# Phyllanthus roseus
Phyllanthus roseus är en emblikaväxtart som först beskrevs av William Grant Craib och John Hutchinson, och fick sitt nu gällande namn av Lucien Beille. Phyllanthus roseus ingår i släktet Phyllanthus och familjen emblikaväxter. Inga underarter finns listade i Catalogue of Life.

## Bildgalleri

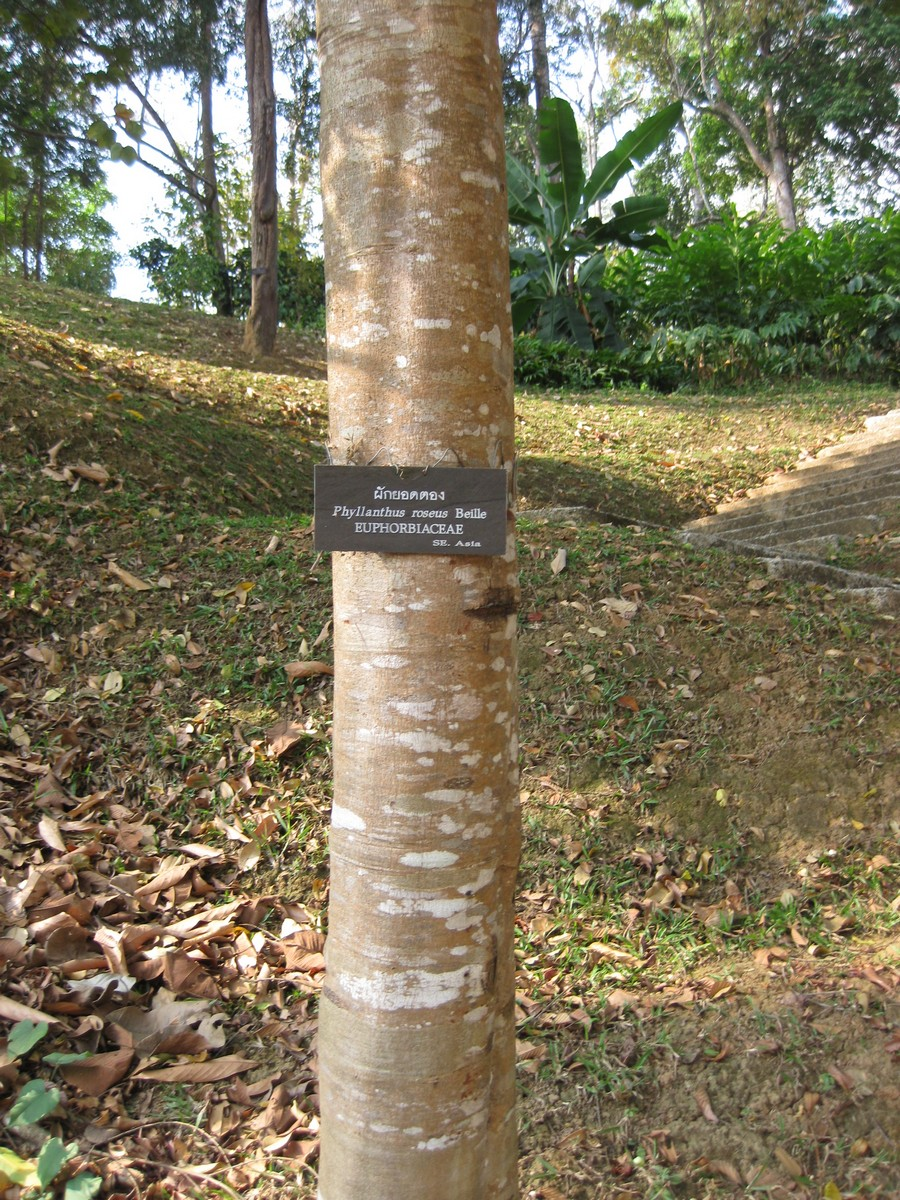